# Crosne
Crosne ist eine französische Stadt mit 9606 Einwohnern (Stand: 1. Januar 2022) im Nordosten des Départements Essonne in der Region Île-de-France, an der Grenze zum Département Val-de-Marne. Sie gehört zum Arrondissement Évry und zum Kanton Vigneux-sur-Seine. Die Einwohner heißen Crosnois.

## Geographie
Crosne liegt am Fluss Yerres, nahe deren Mündung in die Seine, 20 Kilometer südöstlich vom Zentrum der Hauptstadt Paris.
Nachbargemeinden sind Villeneuve-Saint-Georges (Département Val-de-Marne) im Westen und Norden, Valenton (ebenfalls Val-de-Marne) im Nordosten, Yerres im Osten sowie Montgeron im Süden.

## Verkehr
Über die Linie RER D mit dem Bahnhof Montgeron - Crosne ist die Gemeinde an das Nahverkehrsnetz im Großraum Paris angebunden.

## Sehenswürdigkeiten
Siehe auch: Liste der Monuments historiques in Crosne
- Kirche Notre-Dame de l’Assomption aus dem 12. und 13. Jahrhundert, seit Mai 1982 Monument historique
- Château de Crosne
- Taubenturm der Ferme de la Seigneurie (Monument historique)

## Partnerschaften
Städte- und Gemeindepartnerschaften bestehen mit:
- Belœil, Wallonien, Belgien, seit 1964
- Schotten, Hessen, Deutschland, seit 1964
- Maybole, South Ayrshire (Schottland), Vereinigtes Königreich, seit 1982
- Rýmařov, Tschechien, seit 1999
- Bopa, Benin, seit 2010 (Kooperationspartnerschaft)

Städtefreundschaften gibt es mit:
- Arco (Trentino), Italien, seit 2000
- Roccella Jonica, Kalabrien, Italien, seit 2007
- Bogen, Bayern, Deutschland, seit 2014